# Cerocala
Cerocala is een geslacht van vlinders van de familie spinneruilen (Erebidae), uit de onderfamilie Catocalinae.

## Soorten
- C. albicornis Berio, 1966
- C. albimacula Hampson, 1916
- C. albimaculata Hampson, 1916
- C. algiriae Oberthür, 1876
- C. basilewskyi Berio, 1954
- C. bergeri Berio, 1954
- C. caelata Karsch, 1896
- C. confusa Warren, 1913
- C. contraria (Walker, 1865)
- C. decaryi Griveaud & Viette, 1962
- C. grandirena Berio, 1954
- C. ilia Viette, 1973
- C. illustrata Holland, 1897
- C. insana (Herrich-Schäffer, 1858)
- C. masaica Hampson, 1913
- C. mindingiensis Romieux, 1937
- C. munda Druce, 1900

- C. oppia (Druce, 1900)
- C. orientalis de Joannis, 1912
- C. perorsorum Turati, 1924
- C. ratovosoni Viette, 1973
- C. rothschildi Turati, 1924
- C. sana Staudinger, 1901
- C. scapulosa (Hübner, 1808)
- C. sokotrensis Hampson, 1899
- C. subrufa Griveaud & Viette, 1962
- C. vermiculosa Herrich-Schäffer, 1858